# همه شهر ایران
همه شهر ایران یک آلبوم موسیقی، اثر آهنگساز و موسیقی‌دان ایرانی، احمد پژمان است. این اثر منتخبی از ملودی‌های موسیقی نواحی مختلف ایران است که توسط احمد پژمان، با بهره‌گیری از موسیقی الکترونیک تنظیم و اجرا شده‌است. آلبوم موسیقی همه شهر ایران، در سال ۱۳۷۵ توسط کانون فرهنگی هنری نی‌داوود منتشر شد.

## دست‌اندرکاران
- تنظیم موسیقی و اجرای قطعات: احمد پژمان
- نقشه ایران: شهمیری
- طرح جلد: داروگ
- امور چاپ: مهدی حیدری

## یادداشت آهنگساز
احمد پژمان در بخشی از یادداشت آلبوم موسیقی همه شهر ایران، چنین نوشته شده‌است: «سال‌های بسیاری را که صرف آموختن و تفکر دربارهٔ ایده‌آل‌هایم کرده بودم، به مرور نشستم، از کوره‌راه‌های نه چندان هموار موسیقی غرب، تا کوچه‌باغ‌های کشورم که کودکی مرا با آوازهای غریبانه‌اش در خود داشت عبور کردم. اکثریت جوانان را بیگانه با موسیقی ایرانی و ملودی‌های بدیع و زیبایش یافتم و پیرانِ امروز را که در حسرت دوباره شنیدنش می‌سوختند. باید کاری کرد تا جوانان امروز ما به موسیقی کشورشان دل‌بازند و آن را تحقیر نکنند. باید کاری کرد که آنان به همین موسیقی که ریشه در مقاطعی از تاریخ فرهنگ و هنر ما دارد روی آورند. از آن نیرو گیرند و این را در خلاقیت‌های خود بکار برند… باید از سازهای بین‌المللی که اکنون جوانان را شیفتهٔ خود ساخته، سود جست. آن‌وقت خواهید دید که موسیقی ما با طراوتی دیگرباره و هماهنگ با زمان، نه تنها جوانان ایرانی را که خواهان ارضای تمایلات و احساساتشان هستند سیراب کرده و آنان را از روی‌آوری به موسیقی دینامیک غرب، منع می‌نماید، بلکه برای تمامی ملت‌ها ملموس و قابل فهم خواهد بود. همان‌گونه که موسیقی مطرح کشورهای دیگر که با سازهای جدید اجرا می‌شود، برای ما و به‌خصوص جوانانمان دارای جذابیت است.»

## قطعات
| ردیف | نام قطعه        | زمان |
| ---- | --------------- | ---- |
| ۱    | دِرِنه جان        | ۲:۳۶ |
| ۲    | گل پامچال       | ۵:۳۰ |
| ۳    | همه چیم یار     | ۳:۰۵ |
| ۴    | جینگ و جینگ ساز | ۳:۲۸ |
| ۵    | پاچِ لیلی        | ۴:۰۷ |
| ۶    | بویر احمدی      | ۳:۲۰ |
| ۷    | دوی بلال        | ۴:۰۲ |
| ۸    | شیر علیمردان    | ۲:۵۳ |
| ۸    | عزیز جون        | ۲:۵۵ |
| ۸    | دست به دستمالم  | ۳:۰۴ |
| ۸    | کبوتر           | ۳:۴۳ |
| ۸    | لَم لووا - دوما  | ۴:۳۰ |
| ۸    | ترانه لری       | ۲:۳۹ |
| ۸    | گل گندم         | ۳:۵۳ |
| ۸    | شی ابوشیه       | ۳:۴۴ |
| ۸    | شیری بگو سه تا  | ۳:۲۴ |